# Стиховская
Стиховская — деревня в Верховажском районе Вологодской области.
Входит в состав Нижне-Важского сельского поселения (до 2015 года входила в Терменгское сельское поселение), с точки зрения административно-территориального деления — в Терменгский сельсовет.
Расстояние по автодороге до районного центра Верховажья — 16,8 км, до деревни Куколовской — 8,1 км. Ближайшие населённые пункты — Писунинская, Лымзино, Подведежье, Мотовилово, Коптяевская.
По переписи 2002 года население — 1 человек.